# Finland i olympiska vinterspelen 1928
Finland deltog i olympiska vinterspelen 1928.Truppen bestod av 18 idrottare varav 17 män och en kvinna. Finland vann fyra medaljer, alla i hastighetsåkning på skridskor.

## Medaljer

### Guld
- Hastighetsåkning på skridskor
  - Herrar 500 m: Clas Thunberg
  - Herrar 1 500 m: Clas Thunberg

### Silver
- Hastighetsåkning på skridskor
  - Herrar 5 000 m: Julius Skutnabb

### Brons
- Hastighetsåkning på skridskor
  - Herrar 500 m: Jaakko Friman

## Trupp
- Hastighetsåkning på skridskor
  - Clas Thunberg  
  - Julius Skutnabb 
  - Jaakko Friman 
  - Bertel Backman
  - Ossi Blomqvist
  - Toivo Ovaska
- Konståkning
  - Walter Jakobsson
  - Ludovika Jakobsson-Eilers
  - Marcus Nikkanen
- Längdskidåkning
  - Martti Lappalainen
  - Tauno Lappalainen
  - Ville Mattila
  - Einar Mässeli
  - Adiel Paananen
  - Matti Raivio
  - Veli Saarinen
- Backhoppning och nordisk kombination
  - Esko Järvinen
  - Paavo Nuotio

## Resultat

### Hastighetsåkning på skridskor
- Herrarnas 500 m
  - Clas Thunberg - 1
  - Jaakko Friman - 3
  - Bertel Backman - 8
  - Toivo Ovaska - 11

- Herrarnas 1 500 m
  - Clas Thunberg - 1
  - Toivo Ovaska - 15
  - Bertel Backman - DNF

- Herrarnas 5 000 m
  - Julius Skutnabb - 2
  - Ossi Blomqvist - 10
  - Clas Thunberg - 12
  - Bertel Backman - 13

- Herrarnas 10 000 m
  - Ossi Blomqvist - DNF

### Konståkning
- Herrarnas singel
  - Marcus Nikkanen - 6

- Par
  - Ludovika Jakobsson-Eilers och Walter Jakobsson - 5

### Längdskidåkning
- - Herrarnas 18 km
  - Veli Saarinen - 4
  - Martti Lappalainen - 7
  - Ville Mattila - 10
  - Einar Mässeli - 13

- Herrarnas 50 km
  - Tauno Lappalainen - 6
  - Martti Lappalainen - 9
  - Adiel Paananen - DNF
  - Matti Raivio - DNF

### Backhoppning
- Normal backe
  - Paavo Nuotio - 12
  - Esko Järvinen - 22

### Nordisk kombination
- Individuell
  - Paavo Nuotio - 4
  - Esko Järvinen - 5